# Westfield (villa)
Westfield es una villa ubicada en el condado de Chautauqua en el estado estadounidense de Nueva York. En el año 2000 tenía una población de 3,481 habitantes y una densidad poblacional de 352.9 personas por km².

## Geografía
Westfield se encuentra ubicada en las coordenadas 42°19′19″N 79°34′32″O / 42.32194, -79.57556.

## Demografía
Según la Oficina del Censo en 2000 los ingresos medios por hogar en la localidad eran de $32,136, y los ingresos medios por familia eran $43,028. Los hombres tenían unos ingresos medios de $30,878 frente a los $22,500 para las mujeres. La renta per cápita para la localidad era de $15,828. Alrededor del 17.4% de la población estaban por debajo del umbral de pobreza.